# إيجور تام
إيجور تام (بالروسية: Игорь Тамм) عالم فيزيائي روسي حصل على جائزة نوبل للفيزياء عام 1958 بالمشاركة مع العالمين الروسييين بافيل شيرنكوف وإليا فرانك. وقد حاز الجائزة عن تفسيره النظري لظاهرة إصدار إشعاع شيرنكوف في الماء.

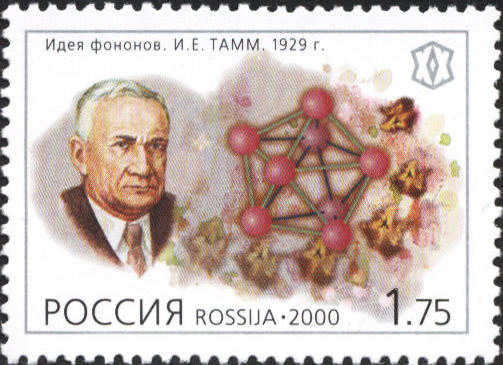
تام على طابع روسي من العام 2000

ولد إيجور تام في 8 يوليو 1895 بمدينة فلاديفوستوك، وتوفي في 12 أبريل 1971. ودرس الفيزياء والرياضة البحتة.

## روابط خارجية
- إيجور تام على موقع IMDb (الإنجليزية)
- إيجور تام على موقع الموسوعة البريطانية (الإنجليزية)
- إيجور تام على موقع مونزينجر (الألمانية)
- إيجور تام على موقع إن إن دي بي (الإنجليزية)